# جانی ماس
جانی ماس (انگلیسی: Johnny Moss; ۱۴ مهٔ ۱۹۰۷ – ۱۶ دسامبر ۱۹۹۵) بازیکن پوکر اهل ایالات متحده آمریکا بود.